# Pang Ho-cheung
Pang Ho-cheung (彭浩翔, né le 22 septembre 1973), également connu sous le nom d'Edmond Pang, est un scénariste, réalisateur, producteur et acteur hongkongais connu pour son roman Fulltime Killer, adapté au cinéma par Johnnie To en 2001.

## Biographie
À l'âge de 15 ans, Pang commence à réaliser des petits films en compagnie de son grand frère.
Après le lycée, il étudie à Taiwan pendant six mois, avant de retourner à Hong Kong où il travaille pour la chaîne de télévision Hong Kong Asian Television Limited en tant que gag man et écrit des chroniques pour divers journaux et magazines.
En 1997, à 24 ans, Pang commence 18 mois de recherches pour écrire son premier roman, Fulltime Killer. Le livre connaît un grand succès avec plus de 100 000 exemplaires vendus à Hong Kong. Il travaille ensuite comme programmateur de radio .
Alors que Pang est animateur à la télévision et à la radio, il décide de suivre son rêve de devenir réalisateur et réalise le film d'horreur Ghost qui est projeté au Festival du film de Tribeca 2010.
Le critique de cinéma Perry Lam acclame Pang pour « sa démonstration d'un talent kafkaïen pour voir l'absurde dans les réalités mondaines de la vie quotidienne ».
Son film Love in the Buff (en), suite de son succès Love in a Puff (en), est projeté en ouverture du 36e Festival international du film de Hong Kong en mars 2012.

## Filmographie

### Comme producteur
- You Shoot, I Shoot (2001)
- Isabella (2006)
- Exodus (2007)
- Trivial Matters (2007)
- 指甲刀人魔 (court métrage) (2010)
- 假戏真做 (court métrage) (2010)
- 谎言大作战 (court métrage) (2010)
- 爱在微博蔓延时 (court métrage) (2010)

### Comme romancier
- Fulltime Killer (2001)

### Comme réalisateur
- You Shoot, I Shoot (2001)
- Men Suddenly in Black (2003)
- Beyond Our Ken (2004)
- A.V. (2005)
- Isabella (2006)
- Exodus (2007)
- Trivial Matters (2007)
- Love in a Puff (2010)
- Dream Home (2010)
- Love in the Buff (2012)
- Vulgaria (2012)
- Aberdeen (2014)
- Women Who Flirt (2014)
- Love Off the Cuff (2017)
- Missbehavior (2019)

### Comme acteur
- Mysterious Story I: Please Come Back (1999)
- The Faterangers (1999)
- You Shoot, I Shoot (2001)
- Leaving in Sorrow (2001)
- Men Suddenly in Black (2003)

### Comme scénariste
- Undercover Blues (2000)
- Killer (2000)
- The Cheaters (2001)
- You Shoot, I Shoot (2001)
- Men Suddenly in Black (2003)
- Beyond Our Ken (2004)
- A.V. (2005)
- Isabella (2006)
- Exodus (2007)
- Trivial Matters (2007)
- Love in a Puff (2010)
- Dream Home (2010)
- Love in the Buff (2012)
- Vulgaria (2012)